# Dirty Dancer (Enrique Iglesias-dal)
A Dirty Dancer egy dal Enrique Iglesias spanyol énekes Euphoria című albumáról. A dalban közreműködik Usher amerikai énekes és a szintén amerikai Lil Wayne rapper. A dal a  hatodik kislemez az albumról, ami 2011. május 9-én jelent meg. A dal stílusa dance-pop. A Dirty Dancer sok országban megjelenését követően szinte azonnal előkelő helyezést ért el a slágerlistán, ilyen ország például Szlovákia (ahol 3.), Csehország (ahol 6.), Kanada (ahol 9.), az Egyesült Államokban a dance listát vezette 2011-ben.

## Helyezések
| Slágerlista                        | Legmagasabb helyezés |
| ---------------------------------- | -------------------- |
| Ausztrália (Australia Dance)       | 24                   |
| Ausztria (ARIA)                    | 14                   |
| Kanada (Canadian Hot 100)          | 9                    |
| Egyesült Királyság (UK R&B)        | 6                    |
| Egyesült Királyság (UK Singles)    | 21                   |
| Írország (IRMA)                    | 26                   |
| Új-Zéland (RIANZ)                  | 22                   |
| Franciaország (SNEP)               | 99                   |
| Románia (Romanian Top 100)         | 25                   |
| Oroszország (Russian Music Charts) | 18                   |
| Hollandia (Holland Top 40)         | 25                   |
| Németország (Media Control AG)     | 17                   |
| Svájc (Schweizer Hitparade)        | 30                   |
| USA (Billboard Hot 100)            | 18                   |
| USA (Hot Dance Club Songs)         | 1                    |
| USA (Mainstream Top 40)            | 17                   |
| Szlovákia (IFPI)                   | 3                    |
| Csehország (IFPI)                  | 6                    |
| Spanyolország (PROMUSICAE)         | 20                   |
| Belgium (Ultratop 40 Wallonia)     | 25                   |
| Belgium (50 Ultratop Flandria)     | 32                   |
| Dánia (Tracklisten )               | 37                   |
| Hollandia (Mega Single Top 100)    | 39                   |
| Svédország (Sverigetopplistan)     | 54                   |

## Fordítás
- Ez a szócikk részben vagy egészben  a   Dirty Dancer című angol Wikipédia-szócikk fordításán alapul.  Az eredeti cikk szerkesztőit annak laptörténete sorolja fel. Ez a jelzés csupán a megfogalmazás eredetét és a szerzői jogokat jelzi, nem szolgál a cikkben szereplő információk forrásmegjelöléseként.